# Byker (metropolitana del Tyne and Wear)
Byker è una stazione della metropolitana del Tyne and Wear, situata a Byker, un'area nella parte orientale di Newcastle upon Tyne.
La stazione si trova sulla linea gialla della rete, ed è stata inaugurata nel 1982; nell'anno 2008-2009 la stazione è stata utilizzata da circa 430.000 passeggeri.
I treni che partono da Byker e si dirigono verso ovest, attraversano il Byker Viaduct lungo 800 metri costruito da Ove Arup specificamente per la metropolitana.
Dal 2005 Byker viene utilizzata per esporre una serie di opere temporanee tramite il Next Stop Byker initiative, una partnership sviluppata tra Nexus, gestore della metropolitana, e il consiglio cittadino di Newcastle. Le opere sono mostrate su un muro di 11 metri per 2,5 metri nell'ingresso della stazione.
Prima della costruzione della metropolitana, esisteva una stazione ferroviaria delle British Rail chiamata Byker situata a nord di Shields Road, ma fu chiusa al traffico passeggeri nel 1954.